# 卡哈馬卡區
7°10′0″S 78°31′0″W / 7.16667°S 78.51667°W
卡哈馬卡區（西班牙語：Distrito de Cajamarca），是秘魯的一個區，位於該國北部卡哈馬卡大區的卡哈馬卡省，面積382.7平方公里，海拔高度2,720米，2005年人口156,821，人口密度每平方公里410人。